# Exophiala dermatitidis
Exophiala dermatitidis é uma espécie de fungo-negro que, após uma pesquisa que retirou amostras de lava-louças em 189 lares de 101 cidades em seis continentes, esteve presente em 56% das borrachas das máquinas de lavar.